# Акимова, Наталья Валентиновна
Ната́лья Валенти́новна Аки́мова (эст. Natalja Akimova; род. 14 сентября 1957 года, Таллин) — советская и российская актриса театра и кино. Заслуженная артистка России (1994), Лауреат Государственной премии СССР (1986).

## Биография
Родилась 14 сентября 1957 года в городе Таллине.

### Образование
В 1979 году окончила Ленинградский государственный институт театра, музыки и кинематографии, класс А. Кацмана и Л. Додина.

### Работа в театрах
С 1979 года по 1980 год — актриса Томского ТЮЗа.

С 1980 года — актриса Большого драматического театра имени Горького.

С 1983 года — актриса Ленинградского областного Малого драматического театра.

## Личная жизнь
Первый муж Андрей Краско.
Второй муж Игорь Скляр, сын Василий (род. 1991).

## Театральные работы
- «Братья и сёстры» Ф. Абрамова— Лиза
- «Счастье моё» А. Червинского — Виктория
- «Звёзды на утреннем небе» — Мария
- «Вишнёвый сад» А. П. Чехова — Варя
- «Чайка» А. П. Чехова — Полина Андреевна
- «Муму» И. С. Тургенева — Таня, Ксюшка
- «Зимняя сказка» — Гермиона
- «Чевенгур» — Женщина с ребёнком
- «Бесы» — Лебядкина
- «Любовь дона Перлимплина» — Маркольфа
- «Блажь» — Сарытова
- «Дом Бернарды Альбы» — Понсия
- «Дядя Ваня» — Войницкая Мария Васильевна
- «Три сестры» — Анфиса
- «Шоколадный солдатик» Б. Шоу — Катерина Петкова
- «Тень стрелка» — миссис Григсон
- «Портрет с дождём» — Ирина
- «Человеческий фактор» — Линн Сандерсон
- «Русский и литература» М. Осипов — Ксения Николаевна

## Призы и награды
- Лауреат Государственной премии СССР (1986 года за роль Лизаветы в «Братьях и сёстрах»).

## Фильмография
- 1979 — Личное свидание (короткометражный)
- 1980 — Долгие дни, короткие недели… — Наташа Щипихина
- 1980 — И вечный бой… Из жизни Александра Блока — эпизод
- 1982 — Пространство для манёвра
- 1982 — С тех пор, как мы вместе — Валя, подруга Нади
- 1983 — Двое под одним зонтом — бабушка
- 1985 — В стреляющей глуши — Анна Петровна
- 1985 — Противостояние — «Зина», персонаж номера самодеятельности на песню В. Высоцкого «Диалог у телевизора»
- 1986 — Прорыв — дочь Полуэктова, жена Мартынова
- 1987 — Зеркало для героя — Лида, мать Сергея
- 1989 — Звёзды на утреннем небе — Мария
- 1990 — Му-му — дворовая девка
- 1994 — Русская симфония — учительница
- 1997 — Дети понедельника — молодая работница
- 1999 — Улицы разбитых фонарей-2 (серия «Новое слово в живописи») — Тамара Петровна Васильева, вдова художника
- 2002 — Жихарь (короткометражный)
- 2003 — Вечерний звон — Тамара, мать Коляна
- 2004 — Фабрика грёз
- 2005 — Гибель империи — Милонова, (Гроза, 7 серия)
- 2007 — Груз 200 — Антонина
- 2010 — Пятая группа крови — Анна Ивановна Смирнова, тётя Анфисы
- 2013 — Собачий рай — Ирина Юрьевна
- 2013 — Шерлок Холмс — Элизабет Брашер
- 2023 — Катя-Катя — тётя Лида